# Candela (unità di misura)
La candela, simbolo cd, è l'unità di misura dell'intensità luminosa, definita come l'intensità luminosa in una data direzione di una sorgente che emette radiazione monocromatica alla frequenza di 540×1012 Hz con intensità radiante in quella direzione di valore pari a 1/683 watt in uno steradiante. È una delle sette unità di misura base del Sistema internazionale di unità di misura.
Questa definizione è stata confermata nel 2018 dalla 26ª CGPM, in termini di costanti fisiche che ha posto, per definizione, l'efficienza luminosa a questa frequenza Kcd = 683.
Dato che la candela è l'intensità luminosa in uno steradiante, volendo calcolarne il flusso totale (in tutte le direzioni) occorre moltiplicare il valore per gli steradianti di una sfera (4π) ottenendo i Lumen. Infatti:  1 cd = 1 Lumen/Sr. La definizione è basata sulla curva di sensibilità dell'occhio alla radiazione luminosa che, come spiegato di seguito, ha un picco, appunto, a 555 nm.

## Relazione con la definizione precedente di cd
Prima del 1979, anno in cui fu introdotta l'attuale definizione, la candela era definita come l'intensità luminosa nella direzione perpendicolare ad una superficie di 1/600 000 m² di un corpo nero alla temperatura di fusione del platino, alla pressione atmosferica standard.
Il fattore 1/683 che compare nell'attuale definizione venne scelto per far sì che 1 cd vecchia coincidesse con 1 cd attuale.
La frequenza scelta è quella dello spettro visibile, prossimo al verde (555,016 nanometri). L'occhio umano è più sensibile a questa frequenza.
Entrambe le definizioni corrispondono all'incirca all'intensità luminosa di una candela di grasso di balena che brucia con luminosità modesta.

## La curva di sensibilitày¯(λ){\displaystyle {\overline {y}}(\lambda )}
Per essere di utilità la candela deve poter indicare l'intensità luminosa di una fonte di luce di qualsiasi colore. Ad esempio nella realizzazione di un pannello luminoso, dove sono presenti dispositivi che emettono luce di colori diversi, si deve avere una misura che indichi come sono percepiti dal nostro occhio.
L'occhio umano ha sensibilità diversa ai diversi colori: è massima al colore verde, quindi più bassa per il rosso e il blu.
Il problema è simile a quello della percezione dei suoni, dove viene stabilita una curva che definisce la sensibilità dell'orecchio alle diverse frequenze (si veda il diagramma di uguale intensità sonora, dove, ad essere precisi, si hanno più curve della potenza necessaria per avere una medesima intensità sonora, quindi rovesciate rispetto al caso della luminosità).
Per i colori è stato definito uno standard di sensibilità per un occhio normale riassunto in una curva ottenuta con test su campioni rappresentativi della popolazione umana.
La curva ottenuta è generalmente chiamata {\displaystyle {\overline {y}}(\lambda )}. Ha valore 1 alla lunghezza d'onda di circa 555 nm e scende fino a 0 sia verso le lunghezze d'onda minori, oltre il viola, sia verso le lunghezze d'onda maggiori, oltre il rosso.